# Wilhelm Clemens
Wilhelm Clemens (* 16. Juli 1847 in Neurath (Grevenbroich); † 15. Dezember 1934 in München) war ein deutscher Maler sowie Kunstsammler und -mäzen.

## Leben
Wilhelm Clemens war ein Sohn des Gutsbesitzers auf dem Güratherhof, Heinrich Clemens und der Anna Josepha, geb. Horn. Nach dem Besuch des Marzellengymnasiums in Köln studierte er Rechtswissenschaften an der Universität Heidelberg. 1869 wurde er dort Mitglied des Corps Guestphalia. Am Deutsch-Französischen Krieg nahm er als Leutnant der Reserve des Rheinischen 7. Ulanen-Regiments teil. Nach Abschluss des Studiums wurde er Justizbeamter beim Friedensgericht Aachen, quittierte jedoch schon bald den Dienst und zog 1873/74 nach München, wo er bis zu seinem Tode lebte und sich fortan der Malerei widmete. Von 1875 bis 1878 besuchte er die Akademie der Bildenden Künste München. Seine Lehrer waren Wilhelm Diez und Ludwig von Löfftz. Er gehörte der Münchener Secession an und galt als Nestor der Münchener Künstlerschaft. Er malte Genrebilder, Historienbilder, Landschaftsbilder und Porträts. In seinen späten Jahren wandte er sich dem impressionistischen Stil zu.
Wilhelm Clemens fand seine letzte Ruhe im großen Familiengrab der Familie Pauli in Kleinkönigsdorf. Seine Schwester Anna (1846–1922) war dort mit dem Gutsbesitzer Josef Pauli (1893–1912) verheiratet gewesen. Deren Tochter Anna Pauli (1871–1932) war seit 1897 die zweite Ehefrau des Kölner Oberbürgermeisters Max Wallraf. Die ältere Schwester Sophia heiratete in erster Ehe den Landrat des Kreises Bergheim, Ernst Birck.
1963 wurde offiziell die Clemensstraße im Kölner Stadtbezirk Altstadt-Süd ihm gewidmet.

## Sammlung Clemens
Wilhelm Clemens war ein passionierter Kunstsammler. In über 40 Jahren trug er mehr als 1600 Einzelstücke in Deutschland, Frankreich, Italien uns Spanien zusammen. Seine Sammlung, die er der Stadt Köln als Schenkung vermachte, umfasste zahlreiche Gemälde, deutsche Bildwerke des Mittelalters, Kleinskulptur der Renaissance, Barockskulpturen, Teppiche des 15. Jahrhunderts, italienische Bronzen sowie Goldschmiedearbeiten, Schmuck, Waffen, Keramik, Zinn, Mobiliar und Gerät. Die Ausstellung der Sammlung Clemens wurde 1919 im Kunstgewerbemuseum Köln am Hansaring eröffnet.

## Auszeichnungen
- 1878: Bronzemedaille der Dietz’schen Schule in München
- 1886: kleine goldene Medaille der Berliner Jubiläumsausstellung für Des Wilderers Ende (Nationalgalerie Berlin)
- Ehrenmünze der Königlichen Bayerischen Akademie der Bildenden Künste für Ludwig II., König von Bayern
- 1930: Ehrendoktorwürde eines Dr. h. c. der Philosophischen Fakultät der Universität Köln

## Werke
- Disputierende Mönche 1881
- Das Bedenken
- Des Wilderers Ende, 1886
- Die Stiefkinder
- Mit einem Kuß verrätst du deinen Herrn und Meister, 1889
- Ludwig II., König von Bayern